# The Maker of Moons
The Maker of Moons (Creatorul lunilor) este o colecție de povestiri din 1896 de Robert W. Chambers, care a urmat publicării celei mai faimoase lucrări a lui Chambers, The King in Yellow (1895).
Conține opt povestiri noi, inclusiv povestirea titulară, una dintre povestirile sale de ficțiune ciudată și câteva povestiri romantice în stil Art Nouveau. Ultimele două povestiri, care sunt de ficțiune ciudată, sunt mai puțin distinse. Ulterior, acestea din urmă au fost încorporate în romanul In Search of the Unknown / În căutarea necunoscutului.
Primele trei povestiri sunt legate de tema unei soții de vis pe nume Ysonde și formează un triptic. Natura ciudată a primei povestiri are ecouri interesante în celelalte două, care prezintă figuri de animale pitorești, cum ar fi un ibis roșu și un porc spinos neplăcut.
Povestirea „In The Name of the Most High” este o povestire de război plasată în timpul Războiului Civil American. Următoarele două povestiri sunt ficțiuni romantice pline de umor, cu o temă și un decor de pescuit. Dragostea lui Chambers pentru peisajele naturale luminează majoritatea povestirilor. Calitatea culegerii ca întreg este destul de bună.
A fost publicată de Putnam's, în New York și Londra, în 1896.
Prima ediție a avut un frontispiciu cu o ilustrație alb-negru de Lancelot Speed⁠(d).

## Cuprins
- "The Maker of Moons⁠(d)" / „Creatorul lunilor”
- "The Silent Land" / „Țara tăcută”
- "The Black Water" / „Apa Neagră”
- In the Name of the Most High" / „În numele Celui Prea Înalt”
- "Boy's Sister" / "Sora băiatului"
- "The Crime" / "Crima"
- "A Pleasant Evening" / "O seară plăcută"
- "The Man At The Next Table" / „Omul de la masa următoare”

## "The Maker of Moons⁠(d)"
Yue-Laou⁠(d) este un personaj al povestirii „The Maker of Moons” bazat pe Yue Lao, un zeu al căsătoriei și al iubirii în mitologia chineză. În povestire este liderul Kuen-Yuin, o sectă de vrăjitori chinezi și se numește „Făcător de luni”. El i-a corupt pe „Xin, genii buni ai Chinei” și i-a transformat într-o ființă compozită monstruoasă: „Acest monstru este oribil, pentru că nu numai că trăiește în propriul său corp, dar are mii de sateliți dezgustători – creaturi vii fără gură, oarbe, care se mișcă când Xin se mișcă, ca un mandarin și escorta lui." În povestire, se dezvăluie că el este tatăl vitreg al lui Ysonde și este asociat cu haita de producători de aur. Deși aparent a fost ucis, trupul său nu este niciodată găsit.